# Sebastian Achim
Sebastian Achim (Nagyvárad, 1986. június 2. –) magyar felmenőkkel is rendelkező, nagyváradi születésű román labdarúgó. A Füzesgyarmat játékosa.

## Sikerei, díjai
Petrolul Ploiești
- Román kupa győztes: 2012–13